# قائمة الموظفين العموميين الإسرائيليين المدانين بجرائم أو جنح
هذه قائمة بأسماء الموظفين العموميين الإسرائيليين المدانين بارتكاب جرائم أو جنح، وتشمل فقط كبار الموظفين في السلطة التنفيذية أو التشريعية أو القضائية.[بحاجة لمصدر]</link>

## الرؤساء

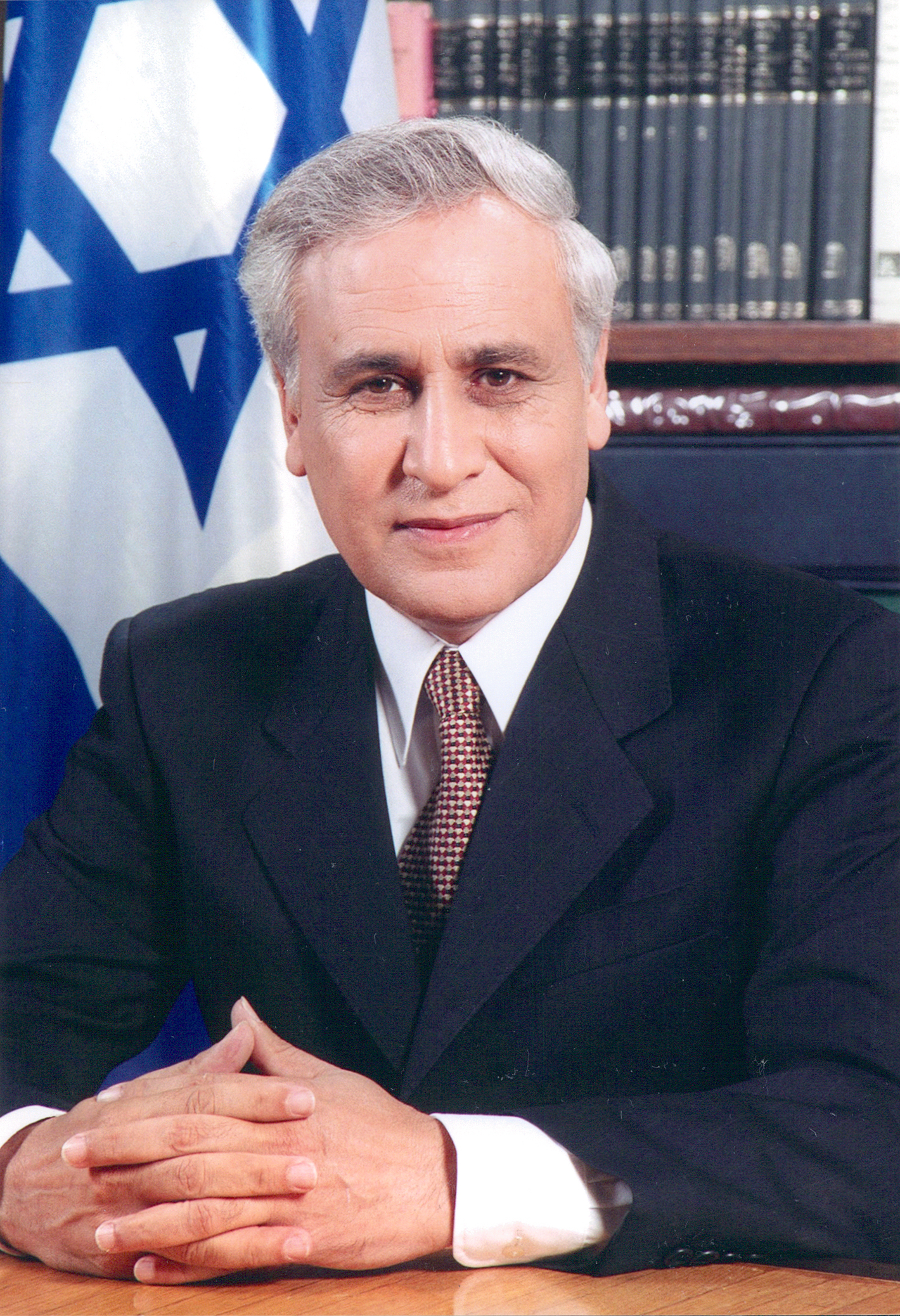
في 30 ديسمبر 2010، أدين الرئيس الإسرائيلي السابق موشيه كاتساف بتهمتي اغتصاب وعرقلة سير العدالة وجرائم جنسية أخرى من قبل محكمة في تل أبيب.

- موشيه كتساف – الرئيس الثامن لإسرائيل. أدين في قضية تاريخية وغير مسبوقة، في 30 ديسمبر 2010، بتهمتي اغتصاب وعرقلة سير العدالة وتهم أخرى. في 22 مارس 2011، في حكم تاريخي، حُكم على كاتساف بالسجن سبع سنوات. [1]

## رؤساء الوزراء
- إيهود أولمرت - رئيس الوزراء من 2006 إلى 2009، كان وزيرًا 1988-1992، 2003-2006، ورئيس بلدية القدس في فترة 1993-2003. أدين بتهمة خيانة الأمانة في يوليو/تموز 2012، وكذلك أدين بالرشوة في مارس/آذار 2015. وحُكم على أولمرت في مايو/أيار 2015، بالسجن لمدة ست سنوات، ثم خُفف حكمه إلى 18 شهرًا في ديسمبر/كانون الأول 2015. [2]

## الوزراء
- أهارون أبوحتزيرا – وزير الخدمات الدينية ، ووزير استيعاب المهاجرين ، ووزير الرفاه والخدمات الاجتماعية . أدينبالسرقة وخيانة الأمانة والاحتيال . [3] وحكم على أبوحتزيرة بالسجن أربع سنوات وثلاثة أشهر مع وقف التنفيذ؛ ثلاثون شهرًا للسرقة، وثمانية عشر شهرًا لخيانة الأمانة والاحتيال من قبل رجل إدارة، وثلاثة أشهر لخيانة الأمانة من قبل موظف عام. [3]
- إيتامار بن جفير ، وزير الأمن القومي في الحكومة الإسرائيلية السابعة والثلاثين ، أدين سابقًا بالتحريض على العنصرية ودعم جماعة إرهابية (يهودية). [4] [5]
- شلومو بنيزري - شغل منصب وزير الصحة والعمل والرفاه الاجتماعي في أواخر التسعينيات وأوائل العقد الأول من القرن الحادي والعشرين. في عام 2008، أدين بنيزري بقبول الرشاوى ، وخيانة الأمانة، وعرقلة العدالة، والتآمر لارتكاب جريمة من خلال قبول خدمات بقيمة ملايين الشواقل من صديقه المقاول موشيه سيلا، مقابل معلومات داخلية تتعلق بجدول وصول عمال أجانب إلى البلاد. فحكم على بنيزري بالسجن لمدة 18 شهرا وأضيفت جريمة الفساد إلى الجريمة.[بحاجة لمصدر]</link>[ بحاجة لمصدر ]
- أرييه درعي – وزير الداخلية بين عامي 1988 و1993، ونائب رئيس الوزراء (لفترة وجيزة) في حكومة إسرائيل السابعة والثلاثين حتى عزلته المحكمة العليا بسبب إدانته السابقة. أدين بتلقي رشوة بقيمة 155 ألف دولار أثناء عمله كوزير للداخلية وحكم عليه بالسجن لمدة ثلاث سنوات في عام 2000. [6] أعيد انتخاب درعي لعضوية الكنيست في عام 2013، ووجهت إليه اتهامات بارتكاب جرائم عديدة في عام 2019؛ وأُدين مرة أخرى في عام 2022 بارتكاب العديد من الجرائم الضريبية. وكجزء من صفقة الإقرار بالذنب، تلقى حكمًا بالسجن لمدة عام مع وقف التنفيذ، ودفع غرامة قدرها 180 ألف شيكل، واستقال من الكنيست. وبسبب استقالته، لم يتم اتخاذ قرار بشأن ما إذا كانت الجرائم تحمل تصنيف "الفساد الأخلاقي" الذي سيمنعه مرة أخرى من الترشح لمنصب لمدة سبع سنوات. [7] [8] [9] [10] [11] [12] [13]
- تساحي هنغبي – شغل مناصب منها وزير العدل، ووزير الأمن الداخلي، ووزير المخابرات والشؤون النووية. في 13 يوليو 2010، أدين هنغبي بتهمة الحنث باليمين ، وتم تغريمه بعد ذلك بمبلغ 10000 شيكل جديد، وأضيف الفساد الأخلاقي إلى الجريمة. ونتيجة لذلك، قام هنغبي بتعليق عضويته في الكنيست. [14]
- أبراهام هيرشسون - وزير المالية الإسرائيلي بين عامي 2006 و2007. في عام 2009، أدين هيرشسون بسرقة ما يقرب من 2 مليون شيكل من اتحاد العمال الوطني عندما كان رئيسا له. [15] [16] [17] وحُكم على هيرشسون بالسجن لمدة خمس سنوات وخمسة أشهر وغرامة قدرها 450 ألف شيكل. [18]
- أفيغدور ليبرمان – وزير خارجية إسرائيل الأسبق. أُدين ليبرمان في سبتمبر 2001، بموجب صفقة إقرار بالذنب، بتهديد والاعتداء على طفل يبلغ من العمر 12 عامًا لأنه ضرب ابنه، وحُكم عليه بدفع تعويض للطفل قدره 10000 شيكل وغرامة إضافية قدرها 7500 شيكل.[بحاجة لمصدر]</link>[ بحاجة لمصدر ]
- شغل حاييم كاتس لفترة وجيزة منصب وزير السياحة في الحكومة السابعة والثلاثين لإسرائيل ، وقد أدين سابقًا بالاحتيال. [19]
- اسحق مردخاي – وزير الدفاع ووزير المواصلات الإسرائيلي في التسعينيات. أدين بالتحرش والاعتداء الجنسي على امرأتين خلال خدمته العسكرية وفي فترات لاحقة. فحكم عليه بالسجن لمدة 18 شهرا مع وقف التنفيذ. استقال من الكنيست بعد إدانته . [20]
- رافائيل بينهاسي – شغل منصب وزير الاتصالات بين عامي 1990 و1992. في عام 1997، أُدين بنهاسي بتهمة تحويل أموال بشكل غير قانوني، وحُكم عليه بالسجن لمدة 12 شهرًا تحت المراقبة وغرامة.[بحاجة لمصدر]</link>[ بحاجة لمصدر ]
- حاييم رامون - وزير الصحة ووزير الداخلية ووزير العدل في إسرائيل. في عام 2007، أدين رامون بتهمة هتك العرض غير الرضائي، وحُكم عليه بخدمة المجتمع ، حيث خدم في مركز ركوب الخيل العلاجي في تلموند . وبعد قضاء عقوبة خدمة المجتمع، عاد رامون إلى حكومة رئيس الوزراء إيهود أولمرت في يوليو 2007 كوزير في الحكومة الإسرائيلية. [21]
- جونين سيغيف - وزير البنية التحتية الوطنية في إسرائيل بين عامي 1995 و1996. أدين سيغيف بمحاولة تهريب المخدرات ، والتزوير ، والاحتيال في التجارة الإلكترونية ، وكلها ارتكبت بعد مسيرته العامة. وحكم عليه بالسجن خمس سنوات. وأُدين أيضًا بالتجسس لصالح إيران، وحُكم عليه بالسجن لمدة 11 عامًا. [22]
- صالح طريف – عضو كنيست درزي ، وأول وزير غير يهودي. في أبريل 2004، أدين طريف بالرشوة والاحتيال وخيانة الأمانة ، وحُكم عليه بالسجن لمدة ستة أشهر في خدمة المجتمع ، وغرامة قدرها 25,000 شيكل جديد وحكم عليه بالسجن لمدة ثمانية أشهر مع وقف التنفيذ. [23]

## أعضاء الكنيست
- يوسف با جاد – عضو سابق في حزب موليدت أدين بالتزوير ومحاولة الاحتيال لتسجيل حزبه السياسي. [24]
- ناعومي بلومنتال – عضو الكنيست عن حزب الليكود . في 13 فبراير 2006، أدين بتهمة الرشوة وعرقلة سير العدالة وحُكم عليه بالسجن لمدة 8 أشهر، وعشرة أشهر مع وقف التنفيذ، وغرامة قدرها 75000 شيكل. [25]
- شلومو ديان – عضو الكنيست عن حزب شاس . في عام 2008 أدين دايان بتهمة الاحتيال والتزوير وحكم عليه بالسجن لمدة 4 أشهر في خدمة المجتمع .[بحاجة لمصدر]</link>[ بحاجة لمصدر ]
- شموئيل فلاتو شارون – عضو الكنيست بين عامي 1977 و1981. في عام 1979، أُدين فلاتو شارون بتقديم وعود كاذبة بتوفير حلول إسكانية للمجموعات، وبالتالي حُكم عليه بالسجن لمدة ثلاثة أشهر في خدمة المجتمع والحكم مع وقف التنفيذ لمدة 15 شهرًا. وفي عام 2000 أدين فلاتو شارون بتهمة تلقي مبلغ عشرة ملايين بطريقة احتيالية من شركة فرنسية. وبموجب صفقة الإقرار بالذنب، حكم على فلاتو شارون بالسجن لمدة 11 شهرا، ودفع تعويض قدره 1.2 مليون دولار للشركة الفرنسية، فضلا عن الحكم بثلاث سنوات مع وقف التنفيذ.[بحاجة لمصدر]</link>[ بحاجة لمصدر ]
- ميخائيل غورلوفسكي – عضو كنيست عن حزب الليكود بين عامي 2003 و2006. كان غورلوفسكي متورطًا فيما أصبح يعرف بقضية "احتيال الأصوات المزدوجة" مع عضو الكنيست يحيئيل حزان . [26] في صفقة الإقرار بالذنب، اتُهم جورلوفسكي بخيانة الأمانة وليس الاحتيال، وحُكم عليه بالسجن لمدة شهرين في خدمة المجتمع .[بحاجة لمصدر]</link>[ بحاجة لمصدر ]
- يحيئيل حزان – عضو الكنيست عن حزب الليكود . وكان حازان أدين بالتصويت مرتين خلال القراءة الثانية والثالثة لمشروع قانون حول خطة الطوارئ الاقتصادية في مايو 2003. حُكم على حزان في يونيو/حزيران 2006 بالسجن لمدة 4 أشهر في خدمة المجتمع وستة أشهر مع وقف التنفيذ. [27] [28]
- عوفر حوجي – عضو الكنيست عن حزب شاس . في 25 ديسمبر 2006، أدين هوجي بتهم مختلفة تتعلق بالتزوير والاحتيال . ونتيجة لذلك، حُكم على حوجي بالسجن لمدة عامين وغرامة قدرها 12 ألف شيكل.[بحاجة لمصدر]</link>[ بحاجة لمصدر ]
- مئير كاهانا – العضو الوحيد في حزب كاخ ، أدين بالإرهاب الداخلي اليهودي في أوائل السبعينيات قبل أن ينتقل إلى إسرائيل في الثمانينيات. قضى سنة في السجن بسبب جرائمه. [29]
- فاينا كيرشنباوم – نائبة وزير الداخلية وعضو حزب إسرائيل بيتنا . متهم بشبكة واسعة من الرشوة. وحكم على شريكها ورئيس مقر الحزب بالسجن 7 سنوات. [30]
- يائير ليفي – عضو كنيست عن حزب شاس بين عامي 1988 و1992. وفي عام 1993 حكم عليه بالسجن لمدة خمس سنوات بتهمة اختلاس مبلغ 500 ألف شيكل من منظمة الهمعيان التابعة للحزب. [31]
- سعيد نافع – عضو درزي في حزب التجمع. أدين بالدخول بشكل غير قانوني إلى دولة معادية وبالاتصال مع عميل أجنبي. [32]
- يائير بيرتس – عضو الكنيست عن حزب شاس . في مارس 2006، أُدين بيرتس بتهمة الحصول على درجة أكاديمية عن طريق الاحتيال.
- شموئيل ريختمان – عضو كنيست عن حزب الليكود بين عامي 1977 و1979. في عام 1979، أدين ريختمان بتلقي الرشوة وحكم عليه بالسجن، وبذلك أصبح أول عضو كنيست يُدان بجرائم جنائية ويُحكم عليه بالسجن.[بحاجة لمصدر]</link>[ بحاجة لمصدر ]
- عمري شارون – عضو كنيست عن حزبي الليكود وكاديما في العقد الأول من القرن الحادي والعشرين. وفي عام 2006، أدين شارون بتهمة الاحتيال وحكم عليه بالسجن لمدة 9 أشهر.[بحاجة لمصدر]</link>[ بحاجة لمصدر ]
- يوسف فعنونو – عضو الكنيست عن حزب العمل الإسرائيلي بين عامي 1992 و1996. وفي عام 1997 أدين فعنونو بتهم الرشوة والاحتيال وخيانة الأمانة .[بحاجة لمصدر]</link>[ بحاجة لمصدر ]
- حنين زعبي – عضو حزب التجمع ، أدينت بتهمة إهانة موظف عام بعد صفقة ادعاء. إحدى التهم الأصلية التي تم إسقاطها كانت تهديد موظفين عموميين عندما أشارت ضمناً إلى العنف ضد ضباط الشرطة العرب الإسرائيليين . [33]
- أورين حزان – عضو كنيست سابق عن حزب الليكود ، أدين بتهمة الاعتداء وحصل على 100 ساعة في خدمة المجتمع بعد الاعتداء على موظف حكومي في أريئيل . [34]

## كبار الحاخامات
- إلياهو باكشي دورون - الحاخام الأكبر للسفاردي 1993-2003، أدين بالاحتيال بسبب إصداره رسامات حاخامية كاذبة.
- يونا ميتسجر – الحاخام الأكبر الأشكنازي 2003-2013، الرشوة والاحتيال وغسيل الأموال. حكم عليه بالسجن لمدة ثلاث سنوات ونصف وغرامة قدرها 5 ملايين شيكل.

## رؤساء البلديات
- تسفي بار – رئيس بلدية رمات غان 1989-2013، أدين بالفساد وحُكم عليه بالسجن 5.5 سنوات في يونيو 2015.
- إيتامار شمعوني - أدين رئيس بلدية عسقلان والحكم عليه بالسجن لمدة عامين لدفعه ما يقرب من مليون شيكل كرشوة لامرأة كان على علاقة زنا معها بالإضافة إلى الرشوة وخيانة الأمانة
- شلومو لاحياني رئيس بلدية بات يام
- أوري لوبوليانسكي – رئيس بلدية القدس 2003-2008، أدين بالفساد في مارس 2014. [35]
- شموئيل ريختمان  –  رئيس بلدية رحوفوت ، أدين بالرشوة.
- إسرائيل سادان  –  رئيس بلدية الخضيرة ، أدين بالرشوة. [36]

## مسؤولين آخرين
- باروخ أبو حصيرة  –  نائب رئيس بلدية عسقلان ، أدين بالرشوة.
- آشر يادلين - عضو قيادي في حزب العمل الإسرائيلي في الستينيات والسبعينيات، والرئيس السابق لكوبات حوليم كلاليت وهفرات أوفديم . في عام 1976، قبل يومين من توليه منصب محافظ بنك إسرائيل ، تم القبض على يدلين ووجهت إليه تهمة قبول الرشاوى. وبعد إدانته، حُكم عليه بالسجن لمدة خمس سنوات وقضى خمس سنوات.[بحاجة لمصدر]</link>[ بحاجة لمصدر ]
- آري هارو – رئيس مكتب بنيامين نتنياهو. أدين بتهم الرشوة والاحتيال وخيانة الأمانة وغسل الأموال. [37]